# Power Macintosh 5200 LC
Le Power Macintosh 5200 LC est doté d'un processeur PowerPC. Il ne fut commercialisé qu'aux États-Unis, mais ses versions pour le grand public, les Performa 5200, 5210, 5215 et 5220, furent vendues dans le monde entier.
Le 5200 était le premier Power Macintosh avec un écran intégré (ceci caractérisera tous les Power Macintosh de la série 5000). Il était doté d'un PowerPC 603, plus récent que les PowerPC 601 des premiers Power Macintosh (6100, 7100 et 8100). Néanmoins son architecture différente faisait que ses performances étaient comparable à celles d'un Power Macintosh 6100. Il fut remplacé par le Power Macintosh 5260 LC en avril 1996.

## Caractéristiques
- processeur : PowerPC 603 32 bit cadencé à 75 MHz
- bus système 64 bit à 37,5 MHz
- mémoire morte : 4 Mio
- mémoire vive : 8 Mio extensible à 64 Mio
- mémoire cache de niveau 1 : 16 Kio
- mémoire cache de niveau 2 : 256 Kio
- disque dur IDE de 500 Mo (ou 1 Go sur les Performa 5200 et 5220)
- lecteur de disquette 1,44 Mo 3,5"
- lecteur CD-ROM 2x
- mémoire vidéo : 1 Mio de DRAM (mémoire vive dédiée)
- écran intégré 15" couleur shadow-mask
- résolutions supportées :
  - 640 × 480 en 16 bit (milliers de couleur)
  - 800 × 600 en 8 bit (256 couleurs)
  - 832 × 624 en 8 bit (256 couleurs)
- slots d'extension:
  - 1 slot d'extension LC PDS
  - 1 slot comm
  - 1 slot entrée/sortie vidéo ou tuner TV
  - 2 connecteurs mémoire de type SIMM 72 broches (vitesse minimale : 80 ns)
- connectique:
  - 1 port SCSI (DB-25)
  - 2 ports série Din-8
  - 1 port ADB
  - sortie vidéo DB-15 optionnelle
  - sortie audio : stéréo 16 bit
  - entrée audio : mono 16 bit
- haut-parleur stéréo intégré
- microphone mono
- dimensions : 44,4 × 38,4 × 40,6 cm
- poids : 21,3 kg
- alimentation : 125 W
- systèmes supportés : Système 7.5.1 à Mac OS 9.1